# ميخائيل كينيون
ميخائيل كينيون (بالإنجليزية: Michael Kenyon)‏ هو كاتب أمريكي، ولد في 26 يونيو 1931 في هدرسفيلد في المملكة المتحدة، وتوفي في 29 مايو 2005 في ساوثهامبتون ‏ في الولايات المتحدة بسبب نوبة قلبية.